# ابوعبدالله حاکم نیشابوری
محمد بن عبدالله نیشابوری شهرت‌یافته به ابوعبدالله، حاکمِ نیشابوری همچنین ابن البَیِّع (۹۳۳–۱۰۱۴ (میلادی)) محدث برجسته، فقیه شافعی، تاریخ‌نگار محلّی و قاضی ایرانی در سدهٔ چهارم قمری بود؛ به تصوف نیز گرایش داشت، چندی نیز سفیر دوسویهٔ سامانیان و بویهیان بود. او حدیث‌آموزی را نزد بزرگان نیشابور آغاز کرد و به مرو، بخارا، ری، همدان، بغداد، کوفه و مکه سفر کرد.

## نام، نسب و لقب‌ها
حاکم از نسل ابراهیم بن طهمان بود. نام او محمد و نام پدرش عبدالله بوده. کنیه اش ابوعبدالله است؛ ابوعبدالله محمّد بن عبدالله

القاب:امام المحدثین، محدث الخراسان

انساب:الضبّی، الطهمانی، النیسابوری، الحافظ، الحاکم، ابن البیع

## زندگی
او از سنّ ۹سالگی (۳۳۰ق) و تحت نظر پدر و دایی‌اش شروع به سماع حدیث کرد و از سنّ ۱۶سالگی نوشتن را شروع کرد (۳۳۷ق) در ۲۰ سالگی در سفری به عراق برای شنیدن حدیث رفت و پس از بجای آوردن حج، به خراسان و ماوراءالنهر بازگشت و در نیشابور ساکن شد.
در زمان دولت سامانیان و در سال ۳۵۹ق به قضاوت شهر نسا منسوب شد و نیز پس از مدتی قضاوت جرجان (واقع در نزدیکی گنبد امروزی) را به او پیشنهاد کردند که این سمت را نپذیرفت. در همان روزها به عنوان سفیر دولت سامانی به دربار آل‌بویه رفت‌وآمد داشت و در کارهای سیاسی، قضایی و اجتماعی فعّال بود. حاکم سرانجام پس از ۸۴ سال زندگی -که بیشتر در پیِ دانش جوئی و نوشتن بوده است-در صفر سال ۴۰۵ هجری قمری درگذشت و در نیشابور به خاک سپرده شد.

## استادان وی
در زمان حاکم، نیشابور یکی از بزرگ‌ترین مدارس حدیثی جهان اسلام به‌شمار می‌رفته است و همچنین به دلیل سفرهای علمی حاکم، در کتاب‌های تاریخ و سرگذشت نامه‌ها تعداد استادان وی را بیش از ۱۰۰۰تن ذکرکرده‌اند.

### در علم حدیث
پدر و دایی‌اش، محمد بن یعقوب الأصم، ابوبکر النجاد، محمد بن یعقوب الشیبانی ابن الأخرم، محمد بن عبدالله بن أحمد الصفار، ابوسهل بن زیاد، محمد بن صالح بن هانئ، ابوالنضر محمد بن محمد الفقیه، ابوحامد أحمدبن علی بن حسنویه، محمد بن علی المذکر، عبدالباقی بن قانع، ابوبکر أحمد بن إسحاق الصبغی، ابوعلی الحسین بن علی النیسابوری الحافظ، علی بن عبدالله الحکیمی، إسماعیل بن محمد الرازی، محمد بن القاسم العتکی، ابوجعفر محمد بن محمد بن عبدالله البغدادی الجمال، محمد بن المؤمل الماسرجسی، ابوجعفر محمد بن أحمد بن سعید الرازی صاحب ابن وأره، محمد بن أحمد بن محبوب محدث مرو، القاسم بن القاسم السیاری، أحمد بن محمد بن عبدوس العنزی، محمد بن أحمد الشعیبی الفقیه، إسماعیل بن محمد بن الشعرانی، ابوأحمد بکر بن محمد المروزی الصیرفی، حاجب بن أحمد الطوسی، علی بن حمشاد العدل، ابوعمرو عثمان بن أحمد الدقاق البغدادی، الحسین بن الحسن الطوسی، الحسن بن یعقوب البخاری، عبدالله بن درستویه، عبدالرحمن بن حمدان الجلاب شیخ همذان، علی بن محمد بن محمد بن عقبة الشیبانی، محمد بن حاتم خزیمة الکشی، محمد بن أحمد بن بالویه الجلاب، ابوعمرو ابن السمّاک، دعلج بن أحمد، ابوالعباس المحبوب، ابوجعفر بن عبید الحافظ الهمدانی، ابویحیی نافلة عبدالله بن یزید المقری، ابواسحاق بن فرأس‌المالکی، ابوسهل محمد بن سلیمان الحنفی.
ایشان در زمینه تضعیف راوی فعال بوده. به‌طور مثال عبدالرزاق بن همام که از بزرگ‌ترین راویان اهل سنت هست را نوشته لایحتجج به

### در علم قرائت
علی‌ابن الإمام، محمد بن ابو منصور الصرام، ابوعلی بن النقار (مقرئ کوفه)، ابوعیسی بکار (مقرئ بغداد).

### در فقه اسلامی
ابوعلی بن ابوهریرة، ابوالولید حسان بن محمد، ابوسهل الصعلوکی

## مرگ
الحاکم در روز چهارشنبه سوم (۵) یا هشتم (۶) صفر سال ۴۰۵ در نیشابور در حالی که از حمام بیرون آمده بود و هنوز لنگ حمام را از خود باز نکرده بود تا جامعه بپوشد به سکته درگذشت. او را در نیشابور به خاک سپردند و قاضی ابوبکر حیری یکی از مشاهیر زهاد و علمای عصر بر او نماز گذارد.

## آثار
- المستدرک علی الصحیحین :معروف‌ترین اثر حاکم است. این کتاب مجموعه‌ای از احادیث است که با وجود تطابق با معیارهای دو پیشوای علم حدیث؛ محمد بن اسماعیل بخاری و مسلم بن حجاج قشیری نیشابوری، اما آن دو این احادیث را جمع‌آوری و ارائه نداده‌اند.
- تاریخ النیسابوریین. که به تعداد مجلدات آن را از ۸ تا ۱۳ جلد نوشته‌اند، تا قرن نهم هجری موجود بوده است و اکنون تنها خلاصه‌ای از آن باقی مانده که ابتدا بهمن کریمی و سپس محمدرضا شفیعی کدکنی آن را منتشر کردند. شفیعی مقدمه و تعلیقات مفصلی بر کتاب نوشته است. این خلاصه را خلیفه نیشابوری در قرن هشتم از کتاب اصلی فراهم آورده است. بسیاری از پاره‌های تاریخ نیشابور در کتابهای تاریخ دمشق ابن عساکر، تاریخ بغداد، انساب سمعانی و … آمده است.
- معرفة علوم الحدیث یا معرفة اصول الحدیث. ر قاهره به سال ۱۹۳۷ به تصحیح معظم حسین چاپ شده است.
- الاربعین
- الاکلیل
- المدخل الی الصحیح
- آمالی العشّیات
- تسمیة من اخرجهم البخاری و مسلم
- سئوالات الحاکم للدّار قطنی
- سئوالات السجزی للحاکم
- علل الحدیث
- فضایل شافعی
- فضایل فاطمة الزهرا
- کتاب الضعفاء
- مدخل الی الاکلیل
- معجم الشیوخ
- مُزَکّی الاخبار